# Коммуна (Октябрьский район)
Коммуна (также Пролетарский Светоч) — хутор в Октябрьском районе Ростовской области.
Входит в состав Коммунарского сельского поселения.

## География

### Улицы
- ул. Клубная,
- ул. Пролетарская,
- ул. Луговая

## История
Хутор возник в 1920 году как сельскохозяйственная коммуна Пролетарский Светоч, с 1926 года это название закрепилось за возникшим населенным пунктом. В 1936 году образован колхоз «Гудок» по имени одноимённого названия газеты железнодорожников, в 1986 году переименован в «Родина».

## Население
| 2010 |
| ---- |
| 443  |